# Кубок Грузії з футболу 1998—1999
Кубок Грузії з футболу 1998–1999 — (також відомий як Кубок Давида Кіпіані) 9-й розіграш кубкового футбольного турніру у Грузії. Титул вперше здобув Торпедо (Кутаїсі).

## Календар
| Раунд        | Дата             | Матчі | Клуби   |
| ------------ | ---------------- | ----- | ------- |
| Перший раунд |                  | 48    | 64 → 40 |
| Другий раунд |                  | 24    | 40 → 28 |
| Третій раунд |                  | 24    | 28 → 16 |
| 1/8 фіналу   |                  | 16    | 16 → 8  |
| 1/4 фіналу   |                  | 8     | 8 → 4   |
| 1/2 фіналу   | 7/20 квітня 1999 | 4     | 4 → 2   |
| Фінал        | 26 травня 1999   | 1     | 2 → 1   |

## 1/8 фіналу
| Команда 1             | Заг.         | Команда 2            | 1-й матч | 2-й матч |
| --------------------- | ------------ | -------------------- | -------- | -------- |
| Динамо (Тбілісі)      | 0:0 пен. 2:4 | Локомотив (Тбілісі)  | 0:0      | 0:0      |
| Діла (Горі)           | 1:4          | Динамо (Батумі)      | 1:2      | 0:2      |
| Колледж (Тбілісі) (2) | 1:5          | Арсеналі (Тбілісі)   | 1:1      | 0:4      |
| Горда (Руставі)       | 4:1          | Сіоні                | 0:0      | 4:1      |
| Іберія (Самтредіа)    | 2:3          | Самгуралі (Цхалтубо) | 1:1      | 1:2      |
| ТДУ Тбілісі           | 2:2 (ч)      | ВІТ Джорджія         | 2:2      | 0:0      |
| Мерані-91             | 3:1          | Одіші (Зугдіді)      | 3:0      | 0:1      |
| Колхеті-1913 (Поті)   | 4:5          | Торпедо (Кутаїсі)    | 3:1      | 1:4 дч   |

## 1/4 фіналу
| Команда 1           | Заг.         | Команда 2            | 1-й матч | 2-й матч |
| ------------------- | ------------ | -------------------- | -------- | -------- |
| Локомотив (Тбілісі) | 0:0 пен. 3:2 | Динамо (Батумі)      | 0:0      | 0:0      |
| Торпедо (Кутаїсі)   | 9:0          | Горда (Руставі)      | 8:0      | 1:0      |
| ВІТ Джорджія        | 2:2 пен. 2:4 | Самгуралі (Цхалтубо) | 2:0      | 0:2      |
| Арсеналі (Тбілісі)  | 4:2          | Мерані-91            | 3:0      | 1:2      |

## 1/2 фіналу
| Команда 1           | Заг. | Команда 2            | 1-й матч | 2-й матч |
| ------------------- | ---- | -------------------- | -------- | -------- |
| 7/20 квітня 1999    |      |                      |          |          |
| Локомотив (Тбілісі) | 0:1  | Самгуралі (Цхалтубо) | 0:0      | 0:1      |
| Арсеналі (Тбілісі)  | 1:5  | Торпедо (Кутаїсі)    | 1:2      | 0:3      |

## Фінал
| 26 травня 1999 |

| Торпедо (Кутаїсі)                             | 0:0      | Самгуралі (Цхалтубо)                            |
| --------------------------------------------- | -------- | ----------------------------------------------- |
|                                               | Протокол |                                                 |
|                                               | Пенальті |                                                 |
| Іонанідзе · Джанашія · Мазанішвілі · Імедадзе | 4:2      | Сухіашвілі · Шенгелія · Джинчарадзе · Кіласонія |

| Динамо Арена імені Бориса Пайчадзе, Тбілісі Глядачів: 19 000 Арбітр: Серго Кварацхелія |